# Сатледж
Са́тледж (в нижнем течении — Панджна́д; в.-пандж. ਸਤਲੁਜ; урду ستلج‎, Сатладж; хинди सतलुज, Сатлудж; санскр. शतद्रु или सुतुद्री) — река в Азии, самый крупный приток Инда. Протекает по территории Китая, Пакистана и Индии. Исток находится на Тибетском нагорье на высоте 4630 м около горы Кангринбоче (Кайлас) и озера Мапам-Юмцо, рядом с западным берегом озера Ланга-Цо. Длина реки составляет 1536 км (1050 км в Индии), площадь бассейна — 395 тыс. км² (24 тыс. км² в Индии).
Сатледж как одна из рек Семиречья упоминается в «Ведах» под названием Шутудри (IAST: Suṭudri) или Шатадру (IAST: Shatadru).

## География
На протяжении 400 км от истока Сатледж под названием Лангче́н-Канба́б течёт на северо-запад по широкой долине между хребтами Ладакх и Кайлас с севера и хребтом Заскар с юга. Затем река поворачивает на юго-запад, в узком ущелье пересекает Гималаи и выходит на Индо-Гангскую равнину (равнина Пенджаба) около города Рупар, где от неё ответвляется канал Сирхинд.
На равнине Сатледж сливается со своими основными притоками — реками Биас (в штате Пенджаб) и Чинаб (к югу от древнего города Мултан), после чего под названием Панджнад впадает в Инд. На протяжении 160 км по реке Сатледж проходит граница между Индией и Пакистаном.
Сатледж является самой длинной рекой, протекающей через исторический регион Пенджаб, расположенный в северной Индии и Пакистане.

## Гидрография
В верховьях река питается в основном тающим снегом и ледниками, а в остальной части — в основном муссонными дождями. Годовой сток у города Рупар составляет 16,8 км³, из которых 62 % проходит за летний период. Средний расход там же — 530 м³/с, максимальный — 12—15 тыс. м³/с, ниже по течению сток уменьшается, поскольку воды реки отводятся на орошение. Суммарный забор самых крупных каналов (Дипалпур, Раджастхан, Пакпаттан, Хакра, Садиквайя, Майлси) составляет 1000 м³/с. Длина всей сети ирригационных каналов превышает 4,5 тыс. км, орошаемая площадь — 12 млн га.
Река несколько раз резко меняла своё русло в 1000, 1245, 1796, 1953 годах и др., что сопровождалось миграциями населения. Также существуют геологические свидетельства о том, что до 1700 года до н. э. Сатледж был крупным притоком не Инда, а реки Сарасвати. Предположительно, в результате тектонической активности направление течения Сатледжа сменилось с юго-восточного на юго-западное, после чего полноводный Сарасвати стал высыхать. Это привело к образованию пустыни Чолистан и вызвало опустынивание восточной части современного штата Синд, поэтому многочисленные поселения вдоль берегов Сарасвати были покинуты.
Сток Сатледжа регулируется плотинами, расположенными в городах Фирозпур, Ислам и др. В конце горного участка на территории Индии расположен крупный гидротехнический комплекс Бхакра-Нангал, состоящий из плотины Бхакра (226 м, одна из самых высоких в мире), 4 ГЭС (1200 тыс. кВт) и водохранилища Говинд. Кроме того, Индия уже несколько десятилетий строит 214-километровый канал Сатледж-Джамна, который соединит Сатледж с рекой Джамна. Судоходство по Сатледжу осуществляется только в половодье на отдельных участках.
Истоки Сатледжа находятся в труднодоступной области, впервые исследованы российскими и германскими группами на каяках и рафтах в 2004 году.

## Крупнейшие города
Основные города, расположенные на Сатледже:
- Китай: Толинг
- Индия: Нангал, Рупар, Пхиллаур
- Пакистан: Ислам, Бахавалпур